# Enytus madeirae
Enytus madeirae là một loài tò vò trong họ Ichneumonidae.